# Corythalia rugosa
Corythalia rugosa là một loài nhện trong họ Salticidae.
Loài này thuộc chi Corythalia. Corythalia rugosa được Otto Kraus miêu tả năm 1955.